# Cabanes (Valencia)
Cabanes egy község Spanyolországban, Castellón tartományban. Cabanes Benlloch, Torreblanca, Orpesa, Benicàssim, La Pobla Tornesa, Vilafamés és Vall d'Alba községekkel határos. Lakosainak száma 3313 fő (2024).

## Népesség
A település népessége az elmúlt években az alábbi módon változott:
| Lakosok száma | 2391 | 2589 | 2734 | 3128 | 3019 | 2985 | 2966 | 2958 | 3027 | 3313 |
|               | 2001 | 2004 | 2006 | 2009 | 2011 | 2014 | 2016 | 2019 | 2021 | 2024 |